# 大谷の奇岩群

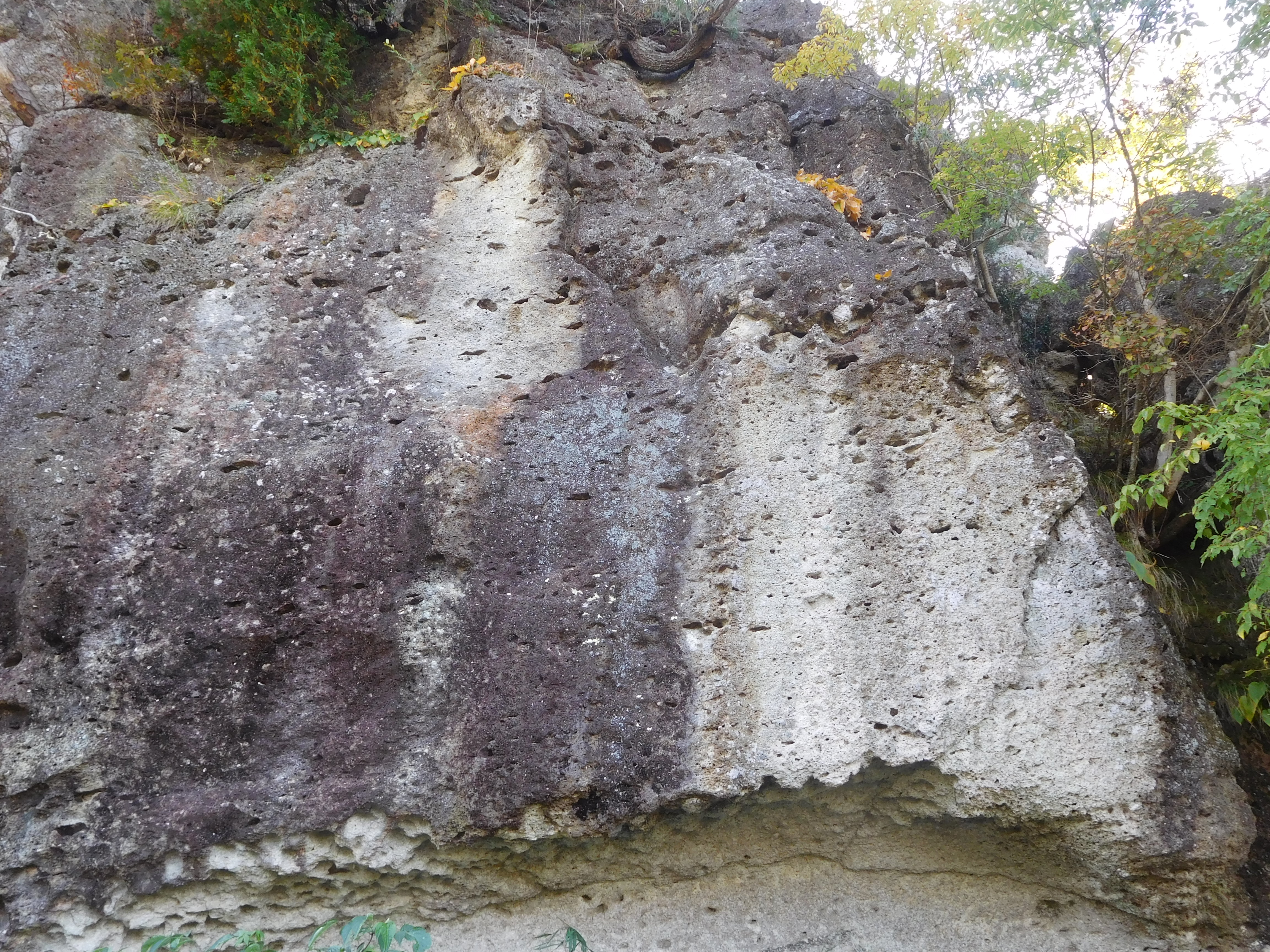
大谷の奇岩群（越路岩）

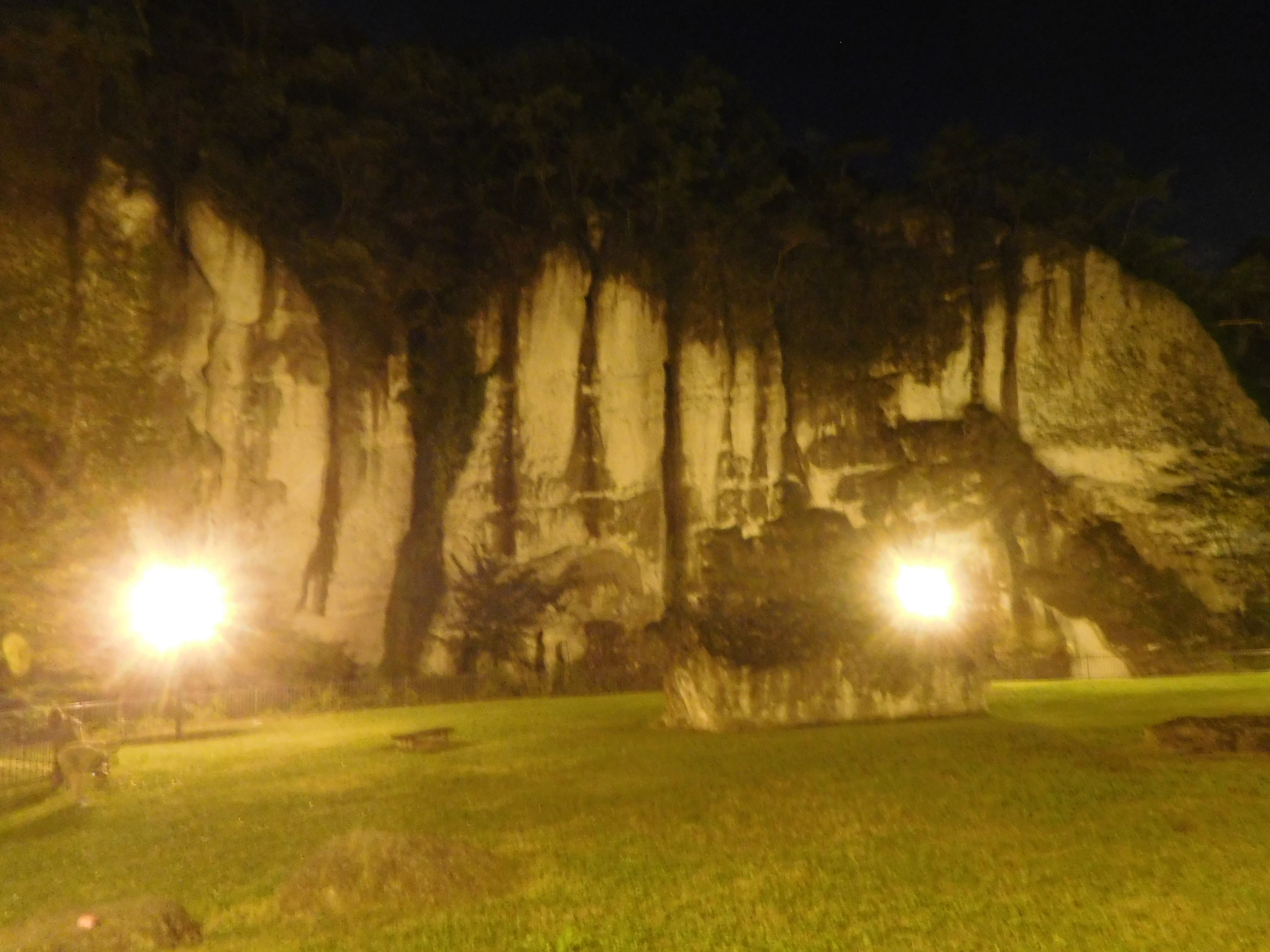
大谷の奇岩群（御止山）

大谷の奇岩群・御止山・越路岩（おおやのきがんぐん・おとめやま・こしじいわ）は、栃木県宇都宮市大谷町・田下町にある岩盤の露頭からなる景勝地。2006年（平成18年）7月28日に国の名勝に指定されている。

## 概要
大谷磨崖仏を本尊とする大谷寺の周辺地域は、緑色凝灰岩から成る一群の奇岩が田園地帯の中に屹立していることで有名である。特に近世から近代にかけては、岩体に松樹が点綴するその姿から「陸の松島」とも呼ばれ、独特の自然の景勝地として多くの人々に親しまれてきた。大谷の地形を特色づける緑色凝灰岩は、この地域に厚さ約300ｍにわたって堆積しており、今から約2400万年前に海底火山の噴出物によって海底で生成されたものとされている。軟質で加工が容易であったことから、古く古墳の石室の材料としても切り出されたほか、近世以降には屋根や壁などの建築用材としても重宝され、日本中に「大谷石」の名で知られた。このような採石業の発展と併行して、特に近代以降の紀行文、川上澄生の版画、山口青邨の俳句などを通じて日本中に紹介され、大谷は自然の奇岩群から成る景勝地としても知られるようになった。
このように大谷寺背後の御止山の区域と、「陸の松島」を代表する奇岩として有名な越路岩の区域を含む大谷の奇岩群は、自然の景勝地として重要な意義を持ち、その観賞上の価値も高い。
大谷の奇岩群自体は御止山・越路岩以外にも亀岩、材木岩、三俵岩、獅子岩、相撲岩、髭岩、屏風岩などを含むが、これらは日本国名勝ではない。ただし宇都宮県立自然公園には含まれる。なお名勝指定を受けた越路岩は奇岩群の北端、御止山は南端に位置する。未指定も含めた大谷の奇岩群は、長い歳月をかけて自然に形成されたものと、大谷石採掘の後に残った人工的に形成されたものが混在している。
御止山は「日光御用の山」と呼ばれ、マツタケが採れたため一般人の入山が許されなかったことから、御止山と言う。大正天皇が皇太子時代に訪れ、大谷の奇岩群を称賛したことを刻んだ碑が山頂にある。御止山の奇岩群は、麓の大谷景観公園から観賞することができる。